# Carl Fredrik Pechlin

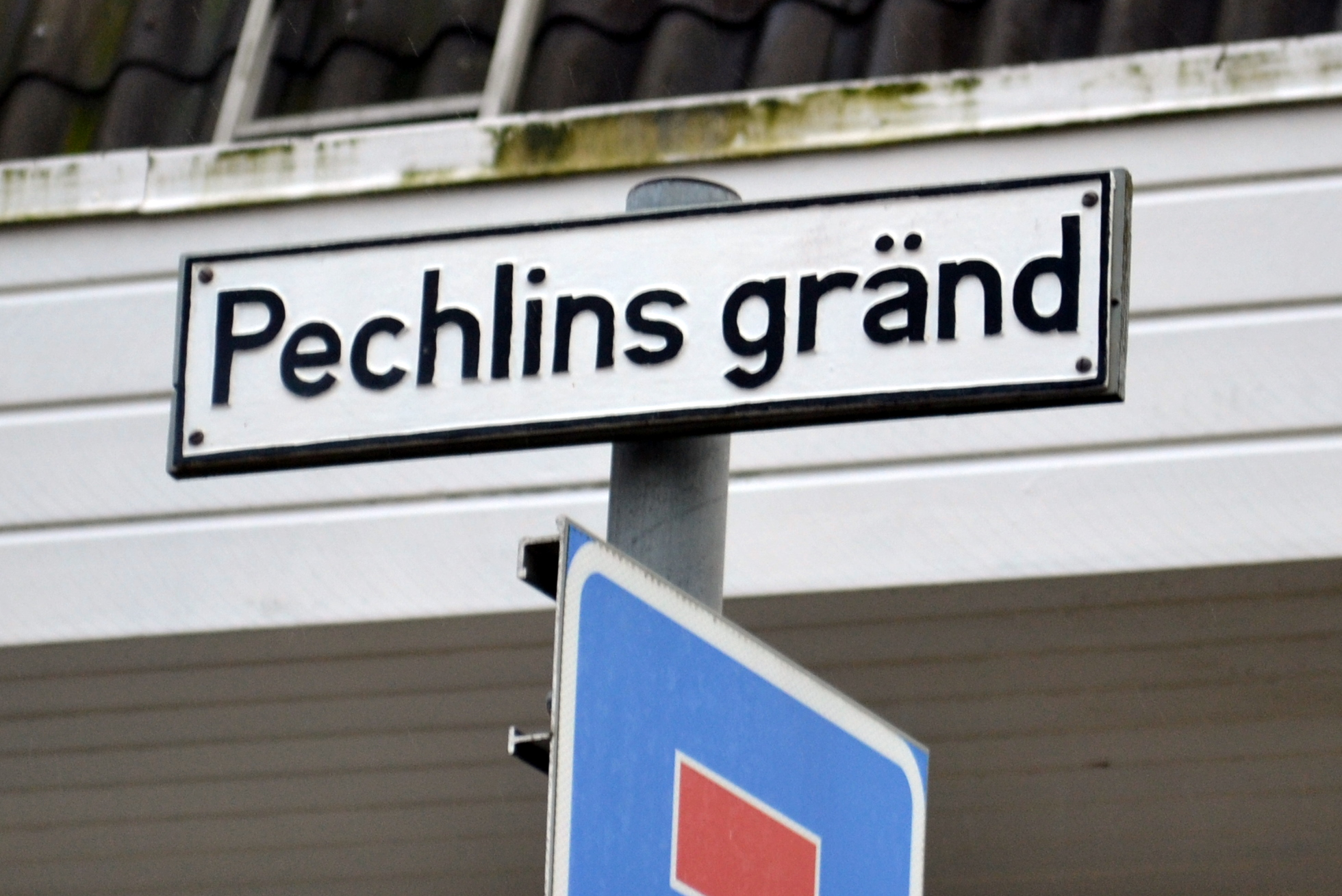
Pechlins gränd i Varberg har uppkallats efter Carl Fredrik Pechlin.

Carl Fredrik Pechlin, född 8 augusti 1720, död 29 maj 1796 på Varbergs fästning, tysk friherre von Löwenbach, var en tysk-svensk militär och politiker och en av de ledande figurerna under frihetstiden. Pechlin var med all säkerhet en av de främsta konspiratörerna bakom mordet på Gustav III. Han var svärson till Thomas Plomgren. En minnesplatta på torget söder om kyrkan utmärker hans gravplats på den gamla kyrkogården, Varbergs första.

## Biografi
Pechlin kom vid 6 års ålder till Sverige med sin far den holsteinske ministern i Stockholm Johann Pechlin, som 1743 upphöjdes i tyskt riksfriherrligt stånd med namnet Pechlin von Löwenbach. Han var bror till Johanna Lohm. Carl Fredrik Pechlin studerade vid Lunds universitet, inskrevs 1733 i svensk krigstjänst, deltog i Hattarnas ryska krig, avancerade 1751 till överstelöjtnant vid Kalmar regemente, naturaliserades samma år som svensk adelsman, blev 1761 överste för Jönköpings regemente och 1770 generalmajor.

## Politisk bana
Pechlin var det svenska frihetstidens kanske mest tvetydiga politiska karaktär: egennyttig, opålitlig, en mästare i intriger och fullkomligt hänsynslös i fråga om medlen. På sina gods i Kalmar län gjorde han sig känd som en "bondeplågare" av värsta slag, men i det offentliga livet uppträdde han som den ivrigaste förkämpen för frihetstidens frihet, vilken beredde honom ypperliga tillfällen till ränker och vinst.
Till en början slöt han sig till hattpartiet. Redan 1743 var han jämte sin blivande svärfar Thomas Plomgren inblandad i affären med den understuckna engelska instruktionen. Först sedan Pechlin 1752 vunnit introduktion på svenska riddarhuset, kunde han med större framgång kasta sig in i de svenska partistriderna. Vid riksdagen 1755–56 hade han undanträngt den gamle ränkmakaren Fredrik Gyllenborg och kunde nu syssla med utdelandet av de franska mutorna. Han visade mycken iver att omintetgöra hovets planer på ökad makt samt att förfölja dess anhängare. Han föreslog bland annat att man skulle lägga gift i drottning Lovisa Ulrikas soppa, då det var hon som till största delen legat bakom försöket till den rojalistiska kuppen 1756.

### Lantpartist
Från pommerska kriget, där han visat sig vara en duglig officer och befordrats till överste, reste han hem för att delta i 1760/62 års riksdag och blev där en av ledarna för den starka opposition, som under namn av lantpartiet uppstod mot hattregeringen. I januari 1761 försonade han sig med kungapartiet, som han vid riksdagen 1755/56 hätskt bekämpat, men redan en vecka därefter förrådde Pechlin mot penningar, men väl antagligen även av fruktan för "frihetens" inskränkning, sina vänner genom en hemlig överenskommelse med franska sändebudet och Axel von Fersen samt föranledde därigenom partiets upplösning. Han ingrep även och försökte stoppa den av Anders Nordencrantz tillsatta kommissionen i syfte att skydda sina svågrar, Robert Finlay och John Jennings, från kritik. Hans beteende väckte dock stor harm bland hans politiska motståndare, och efter att han lockats till ett häftigt vredesbrott på riddarhuset, gjordes en attack mot honom iscensatt av F. C. Sinclaire i avsikt att utestänga honom från deltagande i riddarhusets förhandlingar. Efter våldsamma utspel blev han slutligen med en röst övervikt 24 augusti 1761 förklarad förlustig sitt riksdagsmanskap under pågående och nästföljande riksdag.

### Åter hatt
Vid riksdagen 1769–70 uppträdde han åter i hattarnas led, men svek denna gång detta parti, då det i sin ordning umgicks med planer på frihetens inskränkning. Med Rysslands, Englands och Danmarks sändebud överenskom han nämligen att mot en bestämd summa omintetgöra hattarnas strävanden, av vilka det förnämsta var statsskickets förbättring, och därefter övergick han öppet till mössorna samt lyckades verkligen förhindra reformplanen (den s.k. "akten om personlig säkerhet samt säkerhet om äganderätten").

### Mössa
Vid riksdagen 1771–72 var han mössa, deltog i förhandlingarna om den så kallade kompositionen, var en tid tillförordnad överståthållare, men förmådde ej hindra revolutionen 19 augusti 1772, som ledde till omstörtandet av frihetstidens författning. Pechlin reste då till Småland, utsände en berättelse om revolutionen och förklarade sig för högste befälhavare för detta landskaps regementen, utan tvivel i avsikt att göra våldsamt motstånd, men blev 23 augusti gripen i Jönköping, hölls en tid fängslad på Gripsholms slott och ställdes i november inför krigsrätt i Stockholm. Men då han varit nog försiktig att ej utfärda bestämda order till motstånd, kunde han ej fällas. Han förmåddes emellertid att begära nåd och frigavs den 12 januari 1773, varefter han på egen begäran fick avsked från krigstjänsten (22 april samma år).

## Motståndet mot Gustav III:s regering
Under den lugna tiden av Gustav III:s regering höll Pechlin sig stilla på sin egendom Ålhult, men då konungen blev föremål för missnöje, började han åter röra på sig. Under det trassel, som kronobrännerierna förorsakade, uppträdde han 1780–81 som smålandsallmogens ledare och förespråkare, och vid 1786 års riksdag tog han livligt del i de hemliga förbindelser, i vilka den adliga oppositionen då inlät sig med den ryska beskickningen.
Han deltog vid Riksdagen 1789 då han tillhörde de adelsmän ur oppositionen som arresterades på order av kung Gustav III den 20 februari 1789, inför kungens plan på att genomdriva Förenings- och säkerhetsakten. Pechlin sattes i husarrest och han släpptes först den 29 april samma år.
Den förbittring som denna statskupp uppväckte bland adeln gav Pechlin så småningom tillfälle att hämnas för det avbrott i hans politiska bana, som Gustav III åstadkommit genom 1772 års revolution. Enligt en mängd vittnesmål var han medelpunkten i den sammansvärjning som planerade Mordet på Gustav III, men han hade förstått att så sopa igen sina spår att han ej kunde överbevisas om delaktighet i kungamordet. Han arresterades kort efter mordet efter att ha utpekats som inblandad av greve Horn men nekade till att ha gjort något brottsligt.
Han dömdes av Högsta domstolen att insättas på bekännelse först på Karlstens och därefter på Varbergs fästning, där han förblev till sin död. Det sägs att hans fångenskap var av det mildare slaget och att han fritt kunde röra sig på stadens gator. Långt fram i tiden blev han namngivare till 'Pechlins gränd' i södra delen av centralorten Varberg.

## Pechlinska palatset
Pechlin hade en bostad i sedermera Norska Ministerhotellet på Blasieholmen i Stockholm, och 1792 anordnades en middag där grevarna Horn och Ribbing samt kapten Anckarström smidde planer inför mordet på Gustav III.

## Ålhults herrgård
Ålhult är en herrgård och ett tidigare gods strax öster om tätorten Gullringen i Södra Vi socken i Vimmerby kommun, Småland. De äldsta skriftliga källorna om Ålhult härrör från 1300-talet. Ålhult säteri ägdes av bland andra Axel Oxenstierna, Kristina Oxenstierna, Gustav Horn och Carl Fredrik Pechlin. Under Pechlins tid, som varade från 1755 till 1795 utvecklades godset genom en omfattande småindustri bestående av bland annat tegelbruk, sågverk och järnbruk.

## Pechlin i populärkultur
- Stefan Andersson har skildrat Pechlins öde i visan "General Pechlin" från cd:n Teaterkungen.
- Stig Järrel gestaltade Pechlin i SVT:s uppsättning av August Strindbergs pjäs Gustav III, 1974.
- I TV-serien Sammansvärjningen från 1986 spelas Pechlin av Yngve Nordwall